# Warszawa-Śródmieście
Śródmieście ("trung tâm thành phố") là quận trung tâm của thành phố Warszawa, Ba Lan. Ở quận này có khu phố cổ Warszawa - di sản thế giới và khu phố mới Warszawa (Nowe Miasto).
Quận này có các văn phòng doanh nghiệp, trường đại học và viện như đại học Warszawa, Đại học Công nghệ Warszawa, Học viện Y khoa và các nhà hát. Ở đây cũng tập trung các địa điểm thu thu hút du khách như tòa nhà cao nhất Warsaw (234 m), Ulica Bednarska (5,3 m), đại học cổ nhất (1809), công viên cổ nhất (mở cửa 1772), Kolumna Zygmunta (1644) và Lâu đài hoàng gia Warsaw (thế kỷ 13).